# Pseudapanteles mariocarvajali
Pseudapanteles mariocarvajali  (лат.) — вид наездников рода Pseudapanteles из семейства Braconidae (Ichneumonoidea). Эндемик Нового Света.

## Распространение
Центральная Америка: Коста-Рика.

## Описание
Мелкие паразитические наездники, длина тела от 3,4 до 3,5 мм. 2-й тергит субквадратный, ширина у заднего края равна 1,7 — 1,8 его длины. Одиночные паразитоиды гусениц мелких молевидных бабочек Chlamydastis и Stenoma из семейства Elachistidae. Вытянутые глоссы апикально раздвоенные, проподеум с продольным килем. Вид был впервые описан в 2014 году американскими энтомологами: Хосе Фернандес-Триана (Jose L. Fernandez-Triana;  Canadian National Collection of Insects, Оттава, and Biodiversity Institute of Ontario, University of Guelph, Гуэлф, Канада) и Джеймсом Витфилдом (James B. Whitfield; Иллинойсский университет, Эрбана, штат Иллинойс, США).
Видовое название дано в честь Марио Карвайал (Sr. Mario Carvajal, Minister of Agriculture of Costa Rica) за поддержку исследования биоразнообразия Коста-Рики и программы ACG (Area de Conservación Guanacaste).